# Прыжки в воду на летних Олимпийских играх 2004 — синхронный трамплин, 3 метра (женщины)
Соревнования по синхронным прыжкам в воду с трёхметрового трамплина среди женщин на летних Олимпийских играх 2004 прошли 14 августа. Приняли участие 16 спортсменок из 8 стран.
Как и 4 года назад на Олимпийских играх в Сиднее основная борьба за золотую медаль развернулась между спортсменками Китая и России. Но если в Сиднее чемпионками стали Вера Ильина и Юлия Пахалина, то в Афинах с преимуществом всего в 6 баллов победу праздновали китаянки У Минься и Го Цзинцзин. Бронзовые медали завоевал дуэт из Австралии Ирина Лашко, для которой эта медаль стала третьей олимпийской наградой в карьере, и Шантель Ньюбери.

## Медалисты
| Золото                     | Серебро                          | Бронза                                |
| У Минься Го Цзинцзин Китай | Вера Ильина Юлия Пахалина Россия | Ирина Лашко Шантель Ньюбери Австралия |

## Результаты

### Финал
14 августа состоялся финал соревнований (по 5 прыжков). В соревнованиях приняли участие спортсменки 8 стран, которые стартовали сразу с финального раунда.
| Место | Спортсмены                                  | 1     | 2     | 3     | 4     | 5     | Всего  |
| ----- | ------------------------------------------- | ----- | ----- | ----- | ----- | ----- | ------ |
| 1     | У Минься Го Цзинцзин (CHN)                  | 54,60 | 54,60 | 74,70 | 77,40 | 75,60 | 336,90 |
| 2     | Вера Ильина Юлия Пахалина (RUS)             | 51,60 | 54,00 | 65,25 | 77,19 | 82,80 | 330,84 |
| 3     | Ирина Лашко Шантель Ньюбери (AUS)           | 49,20 | 50,40 | 63,84 | 60,48 | 66,42 | 309,30 |
| 4     | Танди Джеррард Джейн Смит (GBR)             | 52,20 | 47,40 | 67,50 | 68,73 | 66,42 | 302,25 |
| 5     | Лаура Санчес Паола Эспиноса (MEX)           | 51,00 | 51,00 | 64,80 | 61,32 | 58,80 | 286,92 |
| 6     | Дитте Котциан Конни Шмальфус (GER)          | 51,00 | 49,20 | 54,60 | 58,29 | 66,60 | 263,76 |
| 7     | Блит Хартли Эмили Хейманс (CAN)             | 47,40 | 47,40 | 63,90 | 59,40 | 58,80 | 276,90 |
| 8     | Диамантину Георгату Сотирия Куцопетру (GRE) | 50,40 | 51,60 | 50,40 | 59,13 | 58,80 | 270,33 |